# Ramsden (cráter)

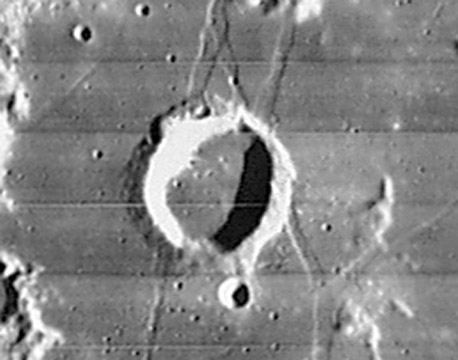
Fotografía de la misión Lunar Orbiter 4

Ramsden es un cráter de impacto lunar localizado en el tramo occidental del Palus Epidemiarum. Al este-sureste está situado el cráter Capuanus, y al norte se halla el cráter Dunthorne.
|  |

La plataforma del cráter está inundada por antiguas coladas de lava, y contiene varios cráteres de impacto pequeños. El brocal es un poco ovalado e irregular en su contorno, con depresiones en las paredes del norte y del sur. Presenta una rampa suave, pero carece de terrazas, de una cumbre central, o de un sistema de marcas radiales.
El cráter yace directamente sobre un sistema de grietas profundas denominado Rimae Ramsden. Abarca un área de 130 kilómetros expandiéndose sobre el Palus Epidemiarum occidental. Una rama alcanza al noroeste el Mare Nubium, pasando entre los cráteres Campanus y Mercator.

## Cráteres satélite
Por convención estos elementos son identificados en los mapas lunares poniendo la letra en el lado del punto medio del cráter que está más cercano a Ramsden.
|         | \| Ramsden \| Coordenadas \| Diámetro \| \| ------- \| ------------------------------ \| -------- \| \| A \| 33°24′S 31°18′O / -33.4, -31.3 \| 5 km \| \| G \| 35°18′S 31°36′O / -35.3, -31.6 \| 11 km \| \| H \| 35°42′S 32°24′O / -35.7, -32.4 \| 11 km \| |          |
| Ramsden | Coordenadas | Diámetro |
| A       | 33°24′S 31°18′O / -33.4, -31.3 | 5 km     |
| G       | 35°18′S 31°36′O / -35.3, -31.6 | 11 km    |
| H       | 35°42′S 32°24′O / -35.7, -32.4 | 11 km    |